# محمد مونافار
محمد مونافار (ديفهي: ޑރ. މުޙައްމަދު މުނައްވަރު) من مواليد 20 ديسمبر 1961 في جزيرة ميدهو. كان النائب العام السابق لجزر المالديف.
حاصل على ماجستير في القانون مع مرتبة الشرف (تخصص القانون الدولي) سنة 1985 من الجامعة الروسية لصداقة الشعوب.
شغل الدكتور مونافار منصب النائب العام في ملديف لمدة عشر سنوات، حتى عام 2003.
كما عمل نائبا في دائرة أدو الانتخابية لمدة عشر سنوات. ألقي القبض عليه وسجن في 13 أغسطس 2004، بزعم مشاركته في الانتفاضة الديمقراطية، والمعروفة أيضا باسم الجمعة السوداء. وفي 5 ديسمبر 2004، وجهت إليه تهمة بموجب المادة 29 من قانون العقوبات في ملديف «الأعمال المرتكبة ضد الدولة»، وتنص هذا التهمة على عقوبة السجن مدى الحياة أو النفي مدى الحياة أو السجن أو النفي لمدة تتراوح بين عشر سنوات وخمس عشرة سنة. واعتبرت المعارضة والمجتمع الدولي أن الاتهامات كانت ذات دوافع سياسية، وبعد ذلك أسقطت الحكومة التهم في 10 ديسمبر 2004.
وفي 2 يونيو 2007، انتخب الدكتور مونافار رئيسا لحزب الديمقراطي المالديفي، الذي كان آنذاك أكبر حزب معارض في ملديف. وفي 13 أغسطس 2008، استقال مونافار من رئاسة الحزب.